# The Scattering
The Scattering è il secondo album del gruppo musicale Cutting Crew, pubblicato nel 1989.

## Tracce
1. Year in the Wilderness
2. The Scattering
3. Big Noise
4. Everything But My Pride
5. Handcuffs for Houdini
6. (Between A) Rock and a Hard Place
7. Tip of Your Tongue
8. Reach for the Sky
9. The Last Thing
10. Feel the Wedge

## Formazione
- Nick Van Eede - voce, chitarra, tastiera
- Martin Beadle - batteria
- Colin Farley - basso, pianoforte
- Kevin Scott MacMichael - chitarra